# فصل الشؤم (فلم)
فصل الشؤم (بالإنجليزية: Banshee Chapter) هو فيلم رعب أمريكي صدر عام 2013 من إخراج بلير إيريكسون. عرض الفيلم لأول مرة في مهرجان الخيال في 22 أغسطس، 2013 وتم إصداره في فيديو حسب الطلب في 12 ديسمبر من نفس السنة. من أبرز نجوم فصل الشؤم كاتيا وينتر كصحفية تحاول اكتشاف ما حدث لصديقها المفقود.
الفيلم مقتبس عن القصة القصيرة «من الوراء» للكاتب هوارد فيليبس لافكرافت ومقتبس أيضاً عن فيلم «من الوراء» الذي صدر عام 1986.[بحاجة لمصدر]

## ملخص القصة
يبدأ الفيلم بلقطات للرئيس كلينتون وغيره من الناس معلينين عن المشروع التجريبي للحكومة إم كي ألترا. ثم يقطع المشهد ويظهر جيمس هيرش (مايكل ماكمالين), وهو شاب يقوم بالتحقيق في مشروع إم كي ألترا. مع صديق له يقوم بتصويره، فيأخذ جيمس الدواء المستخدم في التجارب: ثنائي ميثيل تريبتامين-19 أو (DMT-19). ثم تبدأ الموسيقى الغريبة وأصوات تصدر من راديو قريب فيصبح جيمس قلقاً للغاية، ويقول بأن هناك شيء قادم لمنزله، ويريد أن يتلبسهم. ثم تندفع شخصية غامضة وكبيرة عبر النافذة، حتى تقطع اللقطة، وفي النهاية تظهر لقطة لجيمس بعيون سوداء بالكامل ووجه مشوه.
ثم ينتقل الفيلم إلى آن (كاتيا وينتر) وهي الصحفية التي درست في الكلية مع جيمس. وهي تشعر بالقلق على اختفاءه، واختفاء صديق جيمس أيضاً بطريقة غامضة بعد عدة أيام من استجاوبه من قبل الشرطة. تذهب آن للتحقيق في منزل جيمس فوجدت شريطاً يحتوي على مقطع تجارب إم كي ألترا وكذلك كتاب ملاحظات حول المشروع. أصبح لديها فضول لمعرفة ما هذه الأشياء التي وجدتها في المنزل - لا سيما بعض المعلومات عن موجات الراديو -
تذهب آن إلى خبير محلي وتكتشف أن البث الإذاعي الغريب الذي سمعه جيمس هو محطة إذاعية وهمية، ولا يمكن ضبطها إلا في الصحراء، في منتصف الليل، ذهبت آن إلى الصحراء بعد حلول الظلام واستطاعت التقاط البث، ولكنها هربت بعد أن ظهر شيء غامض في الظلام.
تكتشف آن أن ذكر «أصدقاء في ولاية كولورادو» في مذكرات جيمس يرتبط بكاتب مكافحة الثقافة توماس بلاكبيرن (تيد ليفين), يعرف بتعاطيه للمخدرات وتصرفاته الخبيثة. تحاول آن الاتصال به عن طريق الهاتف، ثم يرفض بغضب عنما تذكر له مشروع إم كي ألترا. تسافر آن إلى منزل بلاكبيرن وتكذب عليه لتكسب ثقته، حتى تكتشف أن توماس قد عرف بأنها تكذب عليه فخدعها وجعلها تأخذ دواء ثاني ميثيل التريبتامين الذي صنعه له صديقه كالي (جيني جاريال). ثم يحل الليل بسرعة، وآن غاضبة لأن توماس خدعها، ثم يبدأ كالي بعمل نفس الشيء الذي فعله جيمس في بداية الفيلم، تسمع آن موسيقى غربية صادرة من المحطة الإذاعية الوهمية وتذهب للتحقيق، حتى تعرضت للهجوم من قبل كيان غريب. ثم تصبح عيون آن سوداء بالكامل ويصبح وجهها مشوهاً كما حدث مع جيمس، وتتقيأ دماً على الأرض. بعد وقت غير معروف، يستيقظ كل من آن وتوماس ليجدا كالي مفقوداً، قرروا الذهاب إلى بيت كالي لمعرفة مزيد من المعلومات حول ثاني ميثيل التريبتامين-19. يقوم كالي بإمساك آن، وهو تحت سيطرة الكائن الغريب، بدأ آن وتوماس يدركان بأن ثاني ميثيل التريبتامين-19 يعمل كـ«كهوائي الراديو» الذي يمكن الكائنات الأخرى من بث إشعاعات للناس عن طريق الدواء فيقومون بالسيطرة عليهم. وعرفوا أيضاً أن الحكومة لم تكتشف الدواء بل تلقت معلومات من الكائنات الغربية وقاموا بصنع الدواء دون الشعور بما يفعلون. بالإضافة إلى قاعدة المركب الكيمائي، كان العلماء يضيفون مواد مستخرجة من الغدة الصنوبرية من جثة أنثى، ويطلق على المادة اسم «المصدر الأساسي», وقد عاد إلى الحياة خلال تجربة وقام بمهاجمة أحد الأطباء.
عند هذه النقطة، أدركت آن بأن الإشارة على الأغلب أنها قادمة من المختبر الذي أجرى تجارب مشروع إم كي ألترا، والذي يقع في نفس الصحراء التي كانت تبث الإذاعة منها. وبعد فترة وجيزة من هذا الاكتشاف، يعترف توماس بأنه كذب بشأن إعطائها ثاني ميثيل التريبتامين-19. لتعرف بأن الكيان سيستمر بمتابعتها. آن تريد أن تضع حداً لهذا البث مرة واحدة وإلى الأبد. ذهبت هي وتوماس إلى الصحراء وعثرت على المختبر في ملجأ طوارئ مهجور، ومعها علبة من البنزين لتحرق كل شيء تجده. في الداخل، عثروا على غرفة مليئة بمعدات لاسلكية وخزان كبير، ثم قامت بالبحث في فتحة بنيت في الجانب، آن تكتشف بأن الشخصية الشاحبة بعيون سوداء (من الممكن أن تكون «المصدر الأساسي»). في هذه النقطة، بدأت الأدوات اللاسلكية بالعمل وبدأت في بث أرقام المحطة.
أدركوأ بأن عليهم حرق الكائن والمعدات، آن تمسك بعلبة البنزين، وتحاول الهرب من الكائن البشع الذي يلاحقها. ثم ينزف توماس من عينيه ويتشنج.
اعتذر توماس من آن، وقال لها بأنه سيطلق النار على رأسه.
بحركة جنونية، تقوم آن بفتح الخزان، وتصب البنزين بداخله، وتلقي ولاعة عثرت عليها في جيب جثة توماس. أدى الانفجار إلى فقدان وعي آن. عندما استيقظت، وجدت الملابس التي كان يرتديها صديقها جيمس قبل اختفائه مرمية في الخارج على الطريق، مما يعني أن المخلوق الذي يلاحقها كان يتلبس جيمس طوال الوقت.
تؤخذ آن إلى حجز الشرطة، ثم تزورها إحدى زميلاتها لتطمئن عليها. تتناقش هي وآن عن الأحداث التي حدثت مؤخراً، بما في ذلك الشريط الذي اكتشفته آن في وقت سابق من الفيلم. وقد تم محو جزء من الشريط، ولكن تم استرجاعه بواسطة شركة ادلة الفيديو الجانئية. ثم تفكر آن بأنها لا تستطيع أن تفهم لماذا اختفى صديق جيمس، مع أنه لم يأخذ الدواء. ثم تبدأ بسماع البث الوهمي من غرفة الاتصال لتدرك بأن تأثير الدواء يمكن انتقاله بواسطة اللمس البشري، لأنها ما تزال ترى المخلوقات الغريبة على الرغم من أنها لا تأخذ الدواء. ثم تكتشف بأن زميلتها في العمل (التي كانت تمسك بيدها منذ قليل) قد تم الاستيلاء عليها من قبل الكائنات الغريبة. ومن ثم يظهر الفيلم اللقطات التي تم استرجاعها من الشريط، التي تكشف بأن توماس بلاكبيرن كان واحداً من الذين شاركوا في مشروع إم كي ألترا كموضوع اختبار.

## الممثلين
- تيد ليفين بدور توماس بلاكبيرن
- كاتيا وينتر بدور آن رولاند
- مايكل ماكميلان بدور جيمس هيرش
- مونيك كانديلاريا بدور المريض الرابع عشر
- تشاد بروميت بدور الطبيب كيسيل
- جيني غابرييل بدور كالي
- جي دي غارفيلد بدور طبيب المسنين
- أليكس جيانوبولوس بدور ريني سيغان
- ديفيد ميدثاندر بدور راؤول
- فيفيان نسبيت بدور أوليفيا كميك
- بين صامويلز بدور محرر العلوم
- سايد شولت بدور لورا هنريك
- وليام ستيرشي بدور هينري كايل

## الإنتاج
أثناء العمل على فصل الشؤم, أُلْهِمَ إيريكسون برواية من الوراء ل هوارد فيليبس لافكرافت، وبفيلم من الوراء، فضلاً عن تاريخ تجارب المخدرات المهلوسة التي تقوم بها حكومة الولايات المتحدة الأمريكية. كان تيد ليفين من أهم الممثلين في الفيلم، ولكن صب الرصاص المنصهر على آن كان أكثر صعوبة وقد أجرى إيريكسون تجارب على مئات النساء قبلكاتيا وينتر. وقد واجه إيريكسون أيضاً صعوبة مع ميزانية الفيلم المحدودة، والوقت المحدود للتصوير، فلم يكن لديهم إلا 28 يوماً لتصوير فصل الشؤم. ونتيجة لذلك، تم استبعاد بعض الشخصيات من بداية السيناريو حتى يتناسب ذلك مع الوقت المحدود لتصوير الفيلم.

## التقييم
تقييمات فيلم فصل الشؤم كانت معظمها إيجابية وحصل الفيلم على تقييم 78% على موقع الطماطم الفاسدة بناء على أكثر من 18 تقييم.
الثناء يعود في النهاية لأداء كل من وينتر وليفين,الشاشة اليومية وفيرنت قيما أداء كل من وينتر وليفين على أنه الأفضل.

## وصلات خارجية
- مقالات تستعمل روابط فنية بلا صلة مع ويكي بيانات

| http://bansheechapter.com/ | {{{4}}} |

1. ↑  "Look Inside the Brain of 'Banshee Chapter'". Bloody Disgusting. Retrieved 15 December 2013.
2. ↑  Jump up^ "Banshee Chapter sells at AFM". Screen Daily. Retrieved 15 December 2013.
3. ↑  Jump up^ "Banshee Chapter". Fantasy Filmfest. Archived from the original on 12 December 2013. Retrieved 15 December 2013.
4. ↑  ^ Jump up to:a b c d Jimenez, Christopher. "Shock Interview: The Banshee Chapter's Blair Erickson". STYD. Retrieved 15 December 2013.
5. ↑  Jump up^ "The Banshee Chapter". Rotten Tomatoes. Retrieved 15 December 2013.
6. ↑  Jump up^ "Banshee Chapter, The (2013)". Dread Central. Retrieved 15 December 2013.
7. ↑  Jump up^ Weinberg, Scott. "FEARnet Movie Review: 'Banshee Chapter'". Fearnet. Retrieved 15 December 2013.
8. ↑  
Jump up^ Newman, Kim. "The Banshee Chapter (review)". Screen Daily. Retrieved 15 December 2013.